# Pleustes panopla
Pleustes panopla är en kräftdjursart som först beskrevs av Henrik Nikolai Krøyer 1838.  Pleustes panopla ingår i släktet Pleustes, och familjen Pleustidae. Arten har ej påträffats i Sverige.